# Joan Sellent i Arús
Joan Sellent i Arús (Castellar del Vallès, 24 d'octubre de 1948) és un traductor català, valorat especialment per les seves traduccions teatrals.

## Biografia
Es va llicenciar en Filologia Catalana a la Universitat Autònoma de Barcelona i continuà els estudis amb un Màster en Traducció Literària a la Universitat de Manchester, en el qual feu un treball sobre la traducció de La taronja mecànica, d'Anthony Burgess. Ha exercit de professor de traducció literària a la UAB fins al 2013.
Entre els anys 1984 i 1995 es dedicà a la traducció per al doblatge de sèries de televisió i de guions de pel·lícules. Destaquen cintes com Mogambo, de John Ford, A l'est de l'edèn, d'Elia Kazan o Molt soroll per no res de William Shakespeare, dirigida per Kenneth Branagh.
Joan Sellent ha traduït al català una gran quantitat d'obres d'autors com Paul Auster, Willa Cather, Charles Dickens, Noah Gordon, Nathaniel Hawthorne, Henry James, Ring Lardner, Salman Rushdie, Robert Louis Stevenson, Mark Twain o H.G. Wells.
Les seves traduccions d'obres teatrals s'han representat a les principals sales de Catalunya, com ara el Teatre Romea, el Teatre Nacional, el Teatre Lliure, la Sala Villarroel o el Teatre Grec. Destaquen les seves versions de Shakespeare: Hamlet, Ricard II, Coriolà, El rei Lear i Nit de reis o El que vulgueu, però també obres d'autors com Gareth Armstrong, Alan Bennett, Edward Bond, Tennessee Williams, Harold Pinter, David Mamet, Arthur Miller, Neil LaBute, Oscar Wilde o George Bernard Shaw. El 2016 va aparèixer Shakespeare. Versions a peu d'obra, volum que recopila onze obres de Shakespeare traduïdes per Sellent; va ser el primer llibre en paper que va editar Núvol.

## Obres
- L'ofici de traduir; Shakespeare, un home de teatre, publicat per la Fundació Bosch i Cardellach de Sabadell (2010)
- Shakespeare. Versions a peu d'obra, Núvol (2016)

## Reconeixements i premis
- Premi Ciutat de Barcelona de Traducció en Llengua Catalana per la versió de Panorama des del pont, d'Arthur Miller
- Premi de la Crítica Teatral de Barcelona (2007-2008) per la traducció d'El rei Lear, de William Shakespeare (2008)